# Fábio Assunção
Fábio Assunção (San Paolo, 10 agosto 1971) è un attore brasiliano.

## Biografia
Nato a San Paolo, da bambino ha imparato a suonare pianoforte e chitarra classica, e cantato nel coro infantile della sua parrocchia. All'età di 15 anni ha anche fondato una band chiamata Delta T, scioltasi però quasi subito.
Nel 1990 ha esordito come attore, con un piccolo ruolo nella telenovela Meu Bem, Meu Mal. In seguito ha preso parte a tantissime altre produzioni televisive, lavorando soprattutto nelle telenovelas di Gilberto Braga (Patria Minha, La forza del desiderio, Paraíso Tropical).
Nel 2010 ha dato volto al musicista Herivelto Martins nella miniserie Dalva e Herivelto: Uma Canção de Amor, con la quale è stato nominato all'Emmy: l'attore ha inoltre ricevuto candidature e premi nel suo Paese, per le sue interpretazioni in tv e anche al cinema.
Nel 2017 si è tesserato per il PT.
Nel 2024 ha lavorato nel film Motel Destino, presentato al festival di Cannes dello stesso anno.

## Procedimenti giudiziari
Fábio Assunção è stato arrestato due volte, per motivi diversi. Nel giugno 2017, ad Arcoverde, è stato denunciato per molestie durante una festa, venendo rilasciato solo dopo il pagamento della cauzione. Nel maggio 2018, a San Paolo, è stato trattenuto per due giorni dalla polizia dopo aver rifiutato di sottoporsi al test dell'etilometro per essere rimasto coinvolto in un grave incidente stradale. Anche allora è tornato in libertà grazie a una cauzione, tuttavia gli è stata sospesa la patente di guida per un anno.

## Vita privata
Ha praticato per molti anni lo spiritismo, che ha poi abbandonato dopo l'avvicinamento all'estrema sinistra e la successiva entrata in politica.
Fábio Assunção è stato sentimentalmente legato alle attrici Cristiana Oliveira e Cláudia Abreu; dalle successive relazioni con altre donne sono nati i suoi due figli, João ed Ella Felipa. Dal 2020 è sposato con Ana Verena.
Nel 2022, a 51 anni, dopo un nuovo periodo difficile dovuto alla dipendenza da droghe, si è iscritto alla facoltà di sociologia della Pontifícia Universidade Católica de São Paulo, annunciando nel contempo l'intenzione di rallentare la carriera di attore.

## Filmografia parziale
- Motel Destino, regia di Karim Aïnouz (2024)